# 4Kids娱乐公司
4Licensing公司，前稱4Kids娱乐（通称为4Kids），是一个美国电影和电视制作公司，知名於替日本动画配上英语的专业收购机构、是一家在美国各地拥有生产和许可的儿童娱乐公司。由於不時過份過濾動畫內容(如煙頭改成棒棒糖、真槍改成水槍)，加上配音後的動畫與原著內容有很大出入，經常被美國本土日漫迷批評。
美国知名动漫代理公司4Kids娛樂（简称4KIDS）于2011年4月6日正式向纽约地方法院递交文书，根据美国《联邦破产法》第11条的相关规定申请破产。据美国媒体报道，这家公司申请破产的主要原因是之前和日本企业发生的版权纠纷官司。自改組為「4Licensing公司」後，2016年再次遇上破產，並於2017年倒閉。

## 許可和製作
4Kids娛樂授權了多種媒體產品，從視頻遊戲和電視節目到以英國皇家空軍為特色的玩具系列。4Kids專注於為兒童市場授權包括男孩和女孩的內容。它的許多許可來自日本動畫的配音，包括《功夫小食神》和《通靈王》，而其他則是西方動畫或資產，如《混亂》或《回到未來：動畫系列》。
大多數節目要么被授權給當地電視台，要么在他們的專用節目塊4Kids TV上播出。通常情況下，4Kids會在停產期間（例如《遊戲王GX》）或在生產中保留一些資產以允許其現有產品周轉。4Kids還授權和銷售許多非動畫產品，例如The Dog等日曆和捲心菜小孩等玩具。

### 列表
- 電影崛起（英语：FilmRise）
- 喊！工廠（英语：Shout! Factory）
- RLJE電影（英语：RLJE Films）
- 寶可夢公司
- 科樂美（科樂美紐約跨媒體（英语：Konami Cross Media NY））
- Discotek媒體（英语：Discotek Media）
- 孩之寶（Entertainment One）
- 碧日
- 媒體衝擊波（英语：Media Blasters）
- Crunchyroll（原Funimation）

## 執行管理

### 首席執行官
- 1990年6月至1990年12月：羅伯特·科蒂克（英语：Bobby Kotick）
- 1991年3月12日至2011年1月11日：阿爾弗雷德·卡恩（英语：Alfred R. Kahn）[6]
- 2011年1月11日至2012年9月30日：邁克爾·戈爾茨坦[7]
- 2012年10月16日-2016年2月29日：布魯斯·福斯特[8]

## 批評與爭議
在作為4Kids娛樂的運營期間，該公司面臨觀眾的強烈批評，因為該公司對他們授權的動漫和其他非美國系列進行了大量編輯和本地化。諸如審查制度、故事編輯、音樂編輯以及他們對日本文化參考的“美國化”之類的做法，都變得更加美國化。一個例子是他們在原版《寶可夢》動漫的配音中吃飯糰的角色改成吃果凍甜甜圈。
在2019年的加拿大粉絲博覽會上，埃里克·斯圖爾特在《寶可夢》的4Kids配音中為Brock（小剛）配音，在《遊戲王》的英文配音中為Seto Kaiba（海馬瀨人）配音，也是製作方的一員，提到了為什麼4Kids的配音有這種審查制度。他解釋說，與日本文化相比，美國文化對某些內容的敏感度不同，週六早上的頻道有標準禁止某些不當內容，如槍支、性暗示、宗教暗示、展示或提及死亡、酒精、香煙和其他被認為冒犯美國觀眾的內容。由於審查是由頻道而不是製作公司本身決定的，4Kids會將他們配音的腳本和鏡頭提交給播放他們配音的頻道，然後這些頻道的高管將對其進行審查。然後在他們審核之後，《海賊王》中的香菸換成棒棒糖，或者將十字架換成非宗教的東西，以及將黑人換成白人，以便他們的配音通過頻道的標準。他還指出，如果像4Kids這樣的公司不在電視上播出，而是在音像店播出的話，那麼《寶可夢》和整個動漫就不會像今天這樣廣受歡迎。
在2016年的Metrocon上，埃里克·斯圖爾特還解釋了4Kids 配音中的“美國化”。他說那些編輯實際上是國際編輯。當像 4Kids這樣的公司購買日本動漫的許可時，動漫不僅被重新配音成英語，而且還被重新配音成多種語言，因為像4Kids這樣的公司，被用來通過使用他們自己的配音並將它們授權給其他國家來將動漫分發到其他國家，讓他們的配音用於發行動漫。這些日本動漫公司要求更改日本食品和刪除日語參考資料，因為他們希望他們的動漫能夠在全球範圍內發行，並希望國際觀眾更容易與他們的產品建立聯繫。因此，日本動漫公司刪除了標誌上的日語文字。
2006年3月，保守派倡導組織家長電視委員會對兒童電視節目中的暴力行為進行了一項研究，稱4Kids配音的《通靈王》對兒童來說仍然過於暴力。

## 配音作品列表
| 原作品名                                               | 作品名                   |
| ------------------------------------------------------ | ------------------------ |
| 큐빅스                                                 | Cubix                    |
| Funky Cops                                             | Funky Cops               |
| 開心球 Смешарики                                       | KikoRiki                 |
| 魔法俏佳人 Winx Club                                   | Winx Club                |
| 太極千字文 태극천자문                                  | Tai Chi Chasers          |
| 淘氣貓 喵喵三丁目 3丁目のタマ うちのタマ知りませんか？ | Tama & Friends           |
| 寶可夢 ポケットモンスター                              | Pokémon                  |
| 小魔女Doremi おジャ魔女どれみ                          | Magical DoReMi           |
| ONE PIECE                                              | One Piece                |
| 遊戲王 遊☆戯☆王                                        | Yu-Gi-Oh!                |
| 功夫小食神 格闘料理伝説ビストロレシピ                  | Fighting Foodons         |
| 星之卡比 星のカービィ                                  | Kirby: Right Back at Ya! |
| 通靈王 シャーマンキング                                | Shaman King              |
| 東京喵喵 東京ミュウミュウ                              | Mew Mew Power            |
| 金肉人二世 キン肉マンII世                              | Ultimate Muscle          |
| F-Zero 飞隼传说 F-ZERO ファルコン伝説                  | F-Zero: GP Legend        |
| 音速小子X ソニックX                                    | Sonic X                  |
| 古代王者 恐龍王 古代王者 恐竜キング                    | Dinosaur King            |